# Hurtigløb på skøjter under vinter-OL 2018 – 5000 meter damer
5.000 meter for damer bliver afviklet den 16. februar 2018. 

## Konkurrencen
Der kan maximalt konkurrere 12 deltagere, der startes i par af to skøjteløbereder.  De seneste startende par er de højst rangeret i forbindelse med kvalifikationen. 

## Resultater
| Placering | Startpar | Bane | Navn                   | Nation                        | Tid     | Tidsdifference | Kommentarer |
| --------- | -------- | ---- | ---------------------- | ----------------------------- | ------- | -------------- | ----------- |
| 1         | 4        | Y    | Esmee Visser           | Holland                       | 6:50,23 | –              |             |
| 2         | 6        | Y    | Martina Sáblíková      | Tjekkiet                      | 6:51,85 | +1,62          |             |
| 3         | 6        | I    | Natalya Voronina       | Olympiske atleter fra Rusland | 6:53,98 | +3,75          |             |
| 4         | 1        | I    | Annouk van der Weijden | Holland                       | 6:54,17 | +3,94          |             |
| 5         | 5        | I    | Ivanie Blondin         | Canada                        | 6:59,38 | +9,15          |             |
| 6         | 3        | Y    | Isabelle Weidemann     | Canada                        | 6:59,88 | +9,65          |             |
| 7         | 1        | Y    | Maryna Zuyeva          | Hviderusland                  | 7:04,41 | +14,18         |             |
| 8         | 5        | Y    | Claudia Pechstein      | Tyskland                      | 7:05,43 | +15,20         |             |
| 9         | 4        | I    | Misaki Oshigiri        | Japan                         | 7:07,71 | +17,48         |             |
| 10        | 2        | I    | Jelena Peeters         | Belgien                       | 7:10,26 | +20,03         |             |
| 11        | 2        | Y    | Carlijn Schoutens      | USA                           | 7:13,28 | +23,05         |             |
| 12        | 3        | I    | Nana Takagi            | Japan                         | 7:17,45 | +27,22         |             |

## Medaljeoversigt
| Event             | Guld                   | Sølv                         | Bronze                                           |
| ----------------- | ---------------------- | ---------------------------- | ------------------------------------------------ |
| 5.000 meter Damer | Holland · Esmee Visser | Tjekkiet · Martina Sáblíková | Olympiske atleter fra Rusland · Natalya Voronina |

## Eksterne Henvisninger
- Hurtigløb på skøjter Arkiveret 11. december 2017 hos  Wayback Machine på pyeongchang2018.com
- Speed Skating / Calendar of Events / Olympic Winter Games 2018 Arkiveret 8. marts 2017 hos  Wayback Machine på isu.org
- Qualification Systems Arkiveret 22. december 2017 hos  Wayback Machine på isu.org